# Natal (Brasilien)
 For alternative betydninger, se Natal. (Se også artikler, som begynder med Natal)
Natal er en brasiliansk by, der er hovedstad i delstaten Rio Grande do Norte i regionen
Nordeste i det nordøstlige hjørne af landet. Selve byen har 751.300 (2022) indbyggere, mens storbyområdet Região Metropolitana de Natal har et befolkningstal på 1.454.264 (2013)  indbyggere. 
Natal ligger ved Potengi-flodens udmunding i Atlanterhavet. Omkring 20 km sydøst for byen ligger en raketaffyringsrampe, hvorfra der 1965-2007 er affyret 233 raketter.

## Historie
Områdets historie begyndte i 1535, da Aires da Cunha gik i land. Han ledede en flåde sendt af kongen af Portugal. På grund af kraftig modstand fra indianerstammer og franske pirater måtte han trække sig tilbage.
Næste forsøg fandt sted 25. december 1597: flåden var nu ledet af admiral Antonio da Costa Valente.
Denne gang lykkedes invasionen og 6.januar 1598 begyndtes opførelsen af et fort på et nærliggende koralrev. Fortet er opkaldt
efter dagen for dets grundlæggelse, Hellig tre kongers dag.
Omkring fortet voksese en landsby, som ifølge nogle historikere tog navn efter fortet og blev kaldt "kongernes by", et navn
der stadig bruges om Natal. Selve Natal er grundlagt 25. december 1599 og har navn efter dagen (Natal betyder jul på portugisisk).
Den 12. december 1633 blev fortet indtaget af hollænderne, som blev der til januar 1654, da
portugiserne generobrede området med hjælp fra lokale indianere.
Da området i høj grad består af sandede jorder, blev det ikke udviklet i samme grad som andre dele af Brasilien. Det var først under 2. verdenskrig, at området så en decideret udvikling, da amerikanerne anlagde en lufthavn i byen. Og byens indbyggertal
blev fordoblet fra 40.000 indbyggere før krigen til 80.000.
I dag er Natal en driftig turistby, der tiltrækker turister fra hele verden.

## Demografi
| 1991    | 1996    | 2000    | 2007    |
| ------- | ------- | ------- | ------- |
| 606.887 | 652.902 | 712.317 | 774.230 |

## Uddannelse
I Natal er der 328 forskoler, 226 grundskoler og 101 mellemskoler.
Desuden er der to offentlige universiteter: Det føderale: Universidade Federal do Rio Grande do Norte og det regionale Universidade Estadual do Rio Grande do Norte.